# Jánoky Zsigmond
Jánoki és nagyszuhai Jánoky Zsigmond (? – Rahó, 1709. február 18.) kuruc diplomata, kancellár, szenátor.

## Életrajza
Jánoky Zsigmond pontos születési adatai nem ismertek. Hont vármegyei birtokos nemes volt. Családja; a Jánoky család eredetét a Hontpázmány nemzetségből vette.
Jánoky 1681-ben Thököly Imre követe volt a lengyel királynál, 1684-ben pedig a Portán. 1687-ben Caraffa elfogatta és az eperjesi vértörvényszék elé állíttatta, de fölmentették.
1698-ban Hont vármegye alispánjává választották. 1703 szeptemberében csatlakozott II. Rákóczi Ferenc fejedelemhez. 1704-ben már Rákóczi udvari kancelláriájának vezetője. 1705-ben pedig szenátor lett. 1704. szeptember–októberben, majd 1706 májusától 1706 augusztusáig a nagyszombati béketárgyalásokon a kurucok egyik megbízottja volt. Az utolsó adat róla egy 1708 novemberéből való Bercsényi Miklósnak címzett levél, mely II. Rákóczi Ferenc levéltárában maradt fenn. A későbbiekről nincs adat.